# Luis Ramón Garrido
Luis Ramón Garrido Esquivel (10 de mayo de 1996) es un deportista mexicano que compite en bádminton. Ganó una medalla de bronce en los Juegos Panamericanos de 2023, en la prueba individual.

## Palmarés internacional
| Juegos Panamericanos | Juegos Panamericanos | Juegos Panamericanos | Juegos Panamericanos |
| Año                  | Lugar                | Medalla              | Prueba               |
| -------------------- | -------------------- | -------------------- | -------------------- |
| 2023                 | Santiago (Chile)     | Medalla de bronce    | Individual           |